# Proagone
Il proagone (proagòn) era una cerimonia che si teneva all'inizio di determinati periodi di festa dell'antica Grecia, con lo scopo di dare maggiore informazione al pubblico sulle rappresentazioni teatrali che sarebbero andate in scena, e ottenere un più intenso coinvolgimento. Ad essa partecipavano i poeti, gli attori, i componenti del coro, i musicisti, i coreghi. I drammaturghi comunicavano il titolo delle loro opere e forse ne esponevano brevemente la trama.